# Drømmer
Drømmer is een Noorse dramafilm uit 2024, geschreven en geregisseerd door Dag Johan Haugerud. Het is de derde film in de filmtrilogie Sex Drømmer Kjærlighet, waarvan de eerste film Sex op 17 februari 2024 in première ging op het Filmfestival van Berlijn en de tweeede film Kjærlighet op 6 september 2024 in première ging op het Filmfestival van Venetië. De hoofdrollen worden vertolkt door Ella Øverbye, Selome Emnetu, Ane Dahl Torp en Anne Marit Jacobsen.

## Verhaal
De scholiere Johanne wordt hevig verliefd op haar lerares Frans en besluit haar ervaringen op te schrijven in een dagboek. Haar moeder en grootmoeder zijn aanvankelijk geschokt door de details van de beschrijvingen in het dagboek van Johanne, maar zien wel de literaire kwaliteiten ervan. Voor hen stelt zich de vraag of het geschikt is om als boek uit te brengen, of dat het te persoonlijk is.

## Rolverdeling
| Acteur              | Personage |
| ------------------- | --------- |
| Ella Øverbye        | Johanne   |
| Selome Emnetu       | Johanna   |
| Ane Dahl Torp       | Kristin   |
| Anne Marit Jacobsen | Karin     |

## Productie
In september 2022 kondigde Viaplay aan dat het opdracht had gegeven voor het maken van een trilogie van speelfilms getiteld Sex, Drømmer en Kjærlighet (Sex, Dromen en Liefde). Het overkoepelende project staat onder leiding van de Noorse regisseur Dag Johan Haugerud. De filmopnames van Kjærlighet waren in september 2022 in Oslo aan de gang. Drømmer ging later in het najaar 2022 in productie en Sex in het voorjaar van 2023.

## Release en ontvangst
Drømmer ging op 4 oktober 2024 in première in Noorwegen en werd ook geselecteerd voor het Internationaal filmfestival van Berlijn 2025 in de competitie en won de Gouden Beer. De film won op het filmfestival bovendien de FIPRESCI-prijs en de Gilde Filmpreis im Wettbewerb.

## Prijzen en nominaties
De belangrijkste:
| Jaar | Prijs                                   | Categorie                     | Genomineerde(n)               | Uitslag  |
| ---- | --------------------------------------- | ----------------------------- | ----------------------------- | -------- |
| 2025 | Internationaal filmfestival van Berlijn | Gouden Beer                   | Dag Johan Haugerud            | Gewonnen |
| 2025 | Internationaal filmfestival van Berlijn | FIPRESCI-prijs                | FIPRESCI-prijs                | Gewonnen |
| 2025 | Internationaal filmfestival van Berlijn | Gilde Filmpreis im Wettbewerb | Gilde Filmpreis im Wettbewerb | Gewonnen |